# Шударга-Батор Бавуужав
Шударга-Батор Бавужав (монг. Шударгабаатар Бавуужав; также Харчин-гун Бавуужав, Бавужав; 1875 — 8 октября 1916) — военный и политический деятель периода Богдо-ханская Монголии, панмонголист.

## Биография
Родился в Восточно-Тумэтском хошуне Монголжин сейма Зост во Внутренней Монголии. Во время русско-японской войны служил в японской армии. В момент национальной революции во Внешней Монголии был местным чиновником; приехал в Нийслэл-Хурэ, где получил титул гуна, батора (Шударгабаатар — «прямодушный герой») и был назначен одним из командующих монгольской армии. В 1913 году сыграл особую роль в боевых действиях в районе озера Долоннор.
Несмотря на то, что в следующем году основные силы были отозваны с китайской границы, Бавужав, недовольный ходом трёхсторонних переговоров в Кяхте, остался на Шилин-Голе с сотней солдат. Он заявил о собственном намерении сражаться за единую Монголию, и призвал монгольскую делегацию выразить протест против оставления Внутренней Монголии во владении Китая.  Получив отрицательный ответ, он отказался распустить свой отряд и продолжил борьбу за независимость Внутренней Монголии от Китая.
В начале 1915 г. Бавужав организовал ликвидацию группы немецких диверсантов во главе с В.Р. Паппенгеймом, которые намеревались подорвать КВЖД, чтобы прервать снабжение Русской армии в Первой мировой войне из США и Японии.
В ноябре 1915 года китайские войска под командрованием Ми Чэнбао разбили основные силы Бавужава, а сам он укрылся в монастыре Егуузэр-хутухты Галсандаша. Правительство Богдо-хана объявило, что случай Бавужава — внутреннее дело Монголии, и призвало китайцев прекратить его преследования, однако чрезвычайный представитель Китайской республики в Нийслэл-Хурэ Чэнь Лу, обвинив Бавужава в нападениях на китайские войска, перекрытие торгового пути между Внутренней Монголией и Халхой и грабежах, а также намереваясь продемонстрировать силу Китая, настоял на продолжении операции. Китайцы перешли границу и разорили монастырь Егуузэр-хутухты, уничтожив тысячу его соратников и арестовав самого хутухту Галсандаша, однако Бавужав успел скрыться. Первый министр Намнансурэн и глава МИД Цэрэндорж выразили Чэнь Лу протест по этому поводу, призвав вывести войска из Монголии, освободить хутухту и компенсировать ущерб монастырю. Необходимость выполнения этих требований подтвердил и российский посол в Пекине В.И. Крупенский.
В июне 1916 г. Бавужав разделил свой отряд на две части, одну из которых возглавил лично, и двинул их на юго-восток. Одна часть отряда выступила 27 июня, другая – 19 июля. Войска Бавужава с боями продвинулись до г. Чанчунь, затем несколько южнее. Они получали подкрепления от монголов и от китайской монархической партии Цзуншэдан, но под воздействием превосходящих китайских войск возникла угроза разгрома Бавужава. Под прикрытием японских войск Бавужав начал отступление, затруднявшееся атаками китайских войск. 8 октября 1916 г. при штурме китайского города Линьси Бавужав погиб .
В 1917 г. монгольские повстанцы из бывшего отряда Шударга-Батора Бавужава, разделившись на несколько отрядов, временно захватили столицу Барги (Хулунбуира) – город Хайлар   .
В сентябре 1917 г. они были выбиты из Хайлара и окрестностей совместными действиями российских и баргинских отрядов. Под давлением монгольских войск с российскими инструкторами (с запада) и китайских войск (с востока) отряды повстанцев в основном ушли в Маньчжурию. К концу 1917 – началу 1918 г. крупные отряды, возглавлявшиеся бывшими подчиненными Бавужава, в основном перешли на службу в маньчжурские провинциальные войска, а часть вернулась к мирной жизни.